# Doe maar gewoon: Live in Ahoy
Doe maar gewoon: Live in Ahoy is het 3e concert en het 2e gehele concert op cd van René Froger.
Na meer als 10 jaar is René weer terug in Ahoy. Met zijn hits van de afgelopen 20 jaar en gastoptredens van Frans Bauer, Lange Frans & Baas B., Jack van Gelder en Jeroen van der Boom.
Doe Maar Gewoon: Live in Ahoy is uitgegeven als dubbel-cd, dvd of de dvd en de dubbel-cd samen.

## Tracklist
Cd/dvd/deel 1
1. Ouverture ahoy 2007
2. The number one
3. Just say hello
4. Winter in America
5. Your place or mine
6. Samen staan we sterker|Duet Frans Bauer(Staat alleen op de dvd)
7. Here in my heart
8. Daar sta je dan
9. Ga
10. Amsterdam amsterdam|Duet Lange Frans & Baas B.
11. Doe maar gewoon
12. In dreams
13. Crazy way about you
14. Over de top

Cd/dvd/deel 2
1. Are you ready for loving me
2. This is the moment
3. Jij moet verder
4. Harry Bannink medley|Duet Jack Van Gelder
5. Het is verloren tijd
6. Je keek naar mij(Angels)|Duet Jeroen van der B oom
7. Ballad medley
8. Calling out your name
9. Bloed, zweet en tranen
10. Nobody else
11. Why goodbye
12. Alles kan een mens gelukkig maken (Een eigen huis 2007)
13. Denk aan mij